# Митний збір
Митний збір — вид митних платежів, що сплачується за валютно-митною декларацією громадянами та суб'єктами ЗЕД за роботу, виконану митними органами.
До митних зборів, які нараховуються за вантажною митною декларацією, належать такі їхні види:
- за митне оформлення товарів та інших предметів;
- за митне оформлення тимчасово ввезеного (вивезеного) майна під зобов'язання про його зворотне вивезення(ввезення);
- за митне оформлення товарів у разі транзиту;
- за митне оформлення товарів у разі ввезення на митний ліцензійний склад;
- за перебування товарів та інших предметів під митним контролем;
- за митне оформлення товарів та інших предметів у зонах митного контролю на територіях і в приміщеннях підприємств, що зберігають такі товари та інші предмети, чи поза робочим часом, установленим для митниці.

Платниками митних зборів є юридичні та фізичні особи, що здійснюють митне оформлення. Митне оформлення товарів у повному обсязі та їхній пропуск можуть здійснюватися лише після сплати належних митних зборів або за умови надання митним органом у встановленому порядку відстрочення чи розстрочення їхньої сплати.
Товари заставні — імпортовані товари, за які треба платити мито; зберігаються в заставному складі, поки не буде сплачене мито чи їх не реекспортують.